# Церковь Святого Григория Просветителя (Баку)
Церковь Святого Григория Просветителя (азерб. Müqəddəs Qriqori kilsəsi, арм. Բաքվի Սուրբ Գրիգոր Լուսավորիչ եկեղեցի) — армянская церковь в Баку, Азербайджан.

## История
В 1863 году с разрешения и благословения католикоса армян Маттеоса I в Баку, в районе площади Парапет, началось строительство новой церкви. Строительство велось на средства бакинского нефтяника и благотворителя Джавада Меликова, бакинской церкви Святой Богоматери и пожертвования армян епархии. Расходы на постройку святилища составили 15 267 рублей (из которых церковь предоставила 5758 рублей) 
В 1866 году, еще до завершения строительства церкви, предстоятелем  епархии архиепископом Даниилом, при церкви была основана женская школа им. Григория Просветителя, которая поддерживалась армянским гуманитарным обществом. Возведение храма было завершено в 1869 году при предстоятеле Шемахинской епархии армянской церкви архиепископе Андреасе (1869-1874). 4 мая этого же года церковь Святого Григория Просветителя была освящена католикосом всех армян Геворгом IV. С момента открытия своих дверей для прихожан, церковь начала играть важную роль в жизни бакинских армян. Фасад храма украшала шестиконечная «звезда Давида». 
Вокруг церкви были сосредоточены армянские благотворительные и образовательные центры. 
Храм был главным местом поклонения значительной части армянской общины Баку до его вынужденного исхода из города в 1988-1990 годах во время Карабахского конфликта.
25 декабря 1989 года храм подвергся акту вандализма, в ходе которого все символы веры, в том числе купольный крест и колокол, были утрачены.
Церковь была подожжена в 1990 году, предположительно после антиармянского погрома в январе, милиция никак не реагировала на этот акт вандализма. Поджог серьёзно повредил её.
В 2002 году на базе церкви, находящейся на балансе администрации президента, была образована библиотека Управления по делам Аппарата президента Азербайджана. Министр культуры Азербайджана Абульфаз Гараев заявил, что считает превращение этой церкви в библиотеку целесообразным. В 2004 году здание церкви было реконструировано.
В апреле 2010 года церковь посетили находящиеся в Баку для участия на Всемирном саммите духовных лидеров Патриарх Московский и всея Руси Кирилл и католикос всех армян Гарегин II. Гарегин и сопровождавшие его высокопоставленные армянские священнослужители помолились и пели средневековые гимны в церкви.
Церковь и по сей день закрыта.

## Архитектура
Сам храм Святого Григория Просветителя построен из специально привезенного обтесанного камня, и представляет собой трехнефное сооружение, которое имеет центральный купольный зал, восьмиугольный барабан и остроконечный навес. При церкви, с западной стороны, имеется трехъярусная звонница. Над северной и южной частью церкви, над входами, по обе стороны располагались резные хачкары.

## Галерея

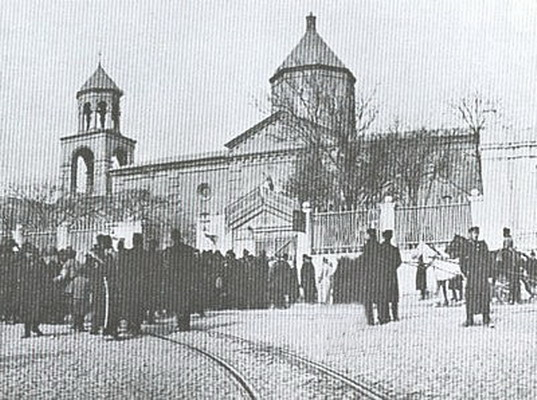
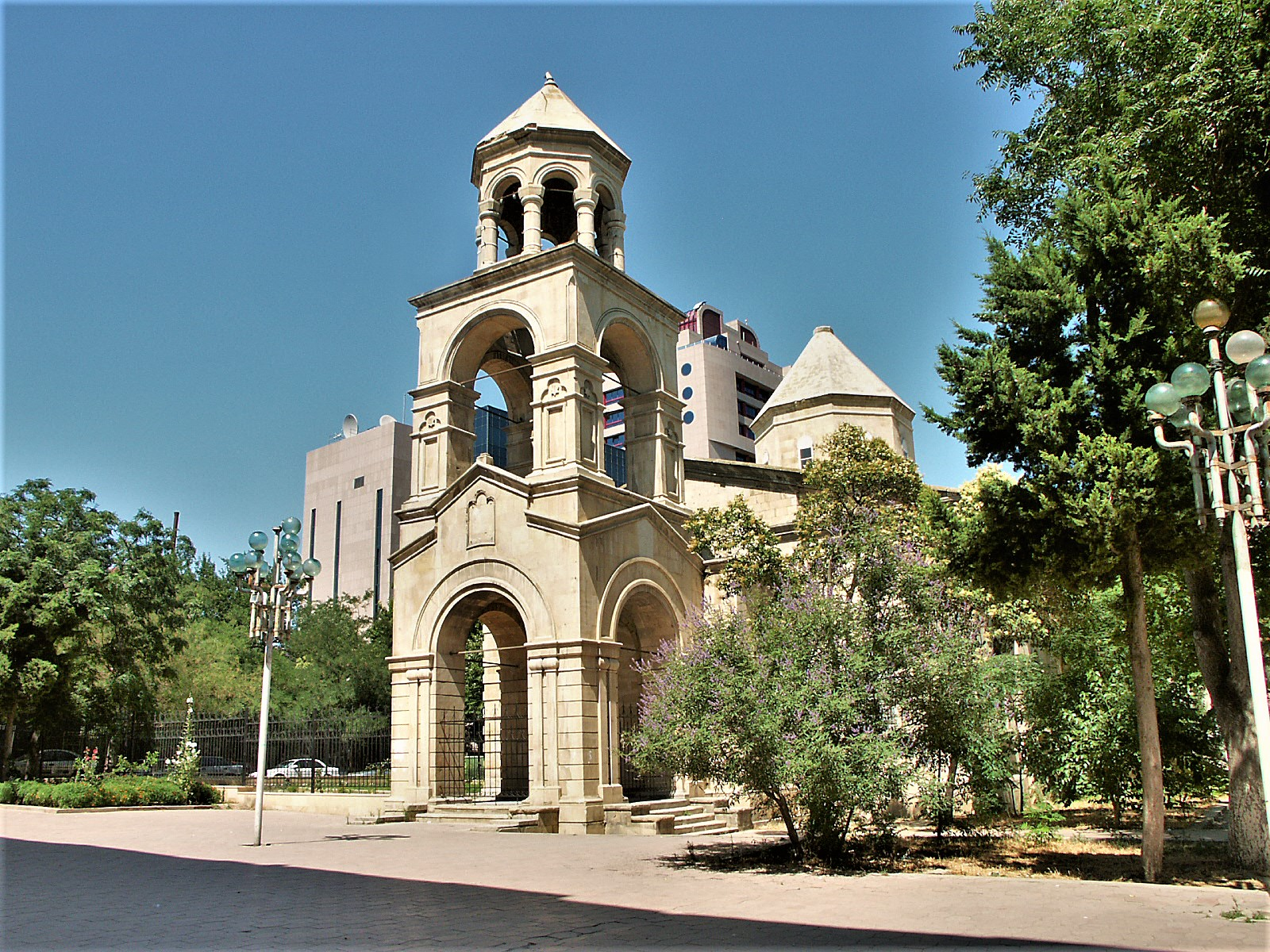
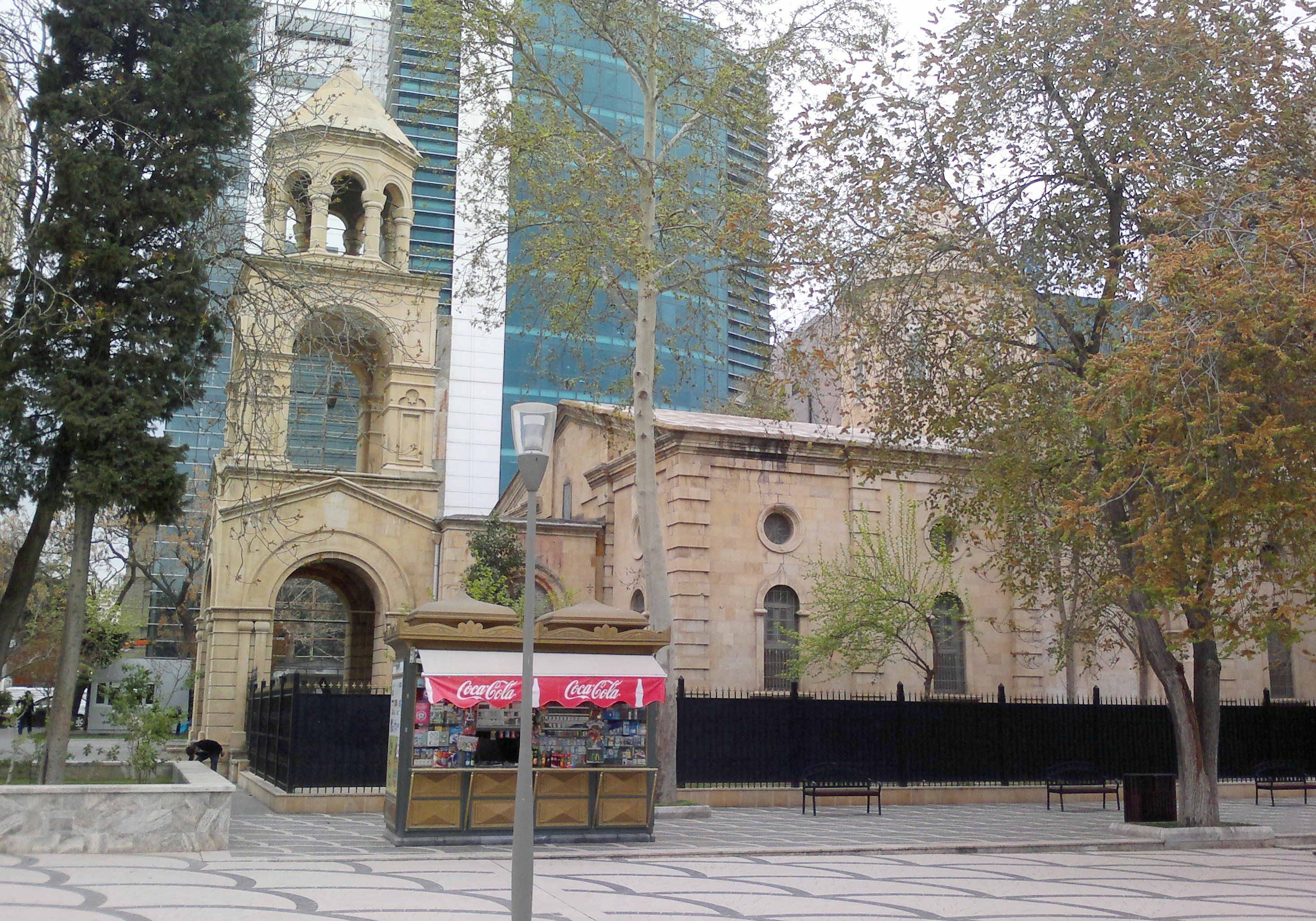
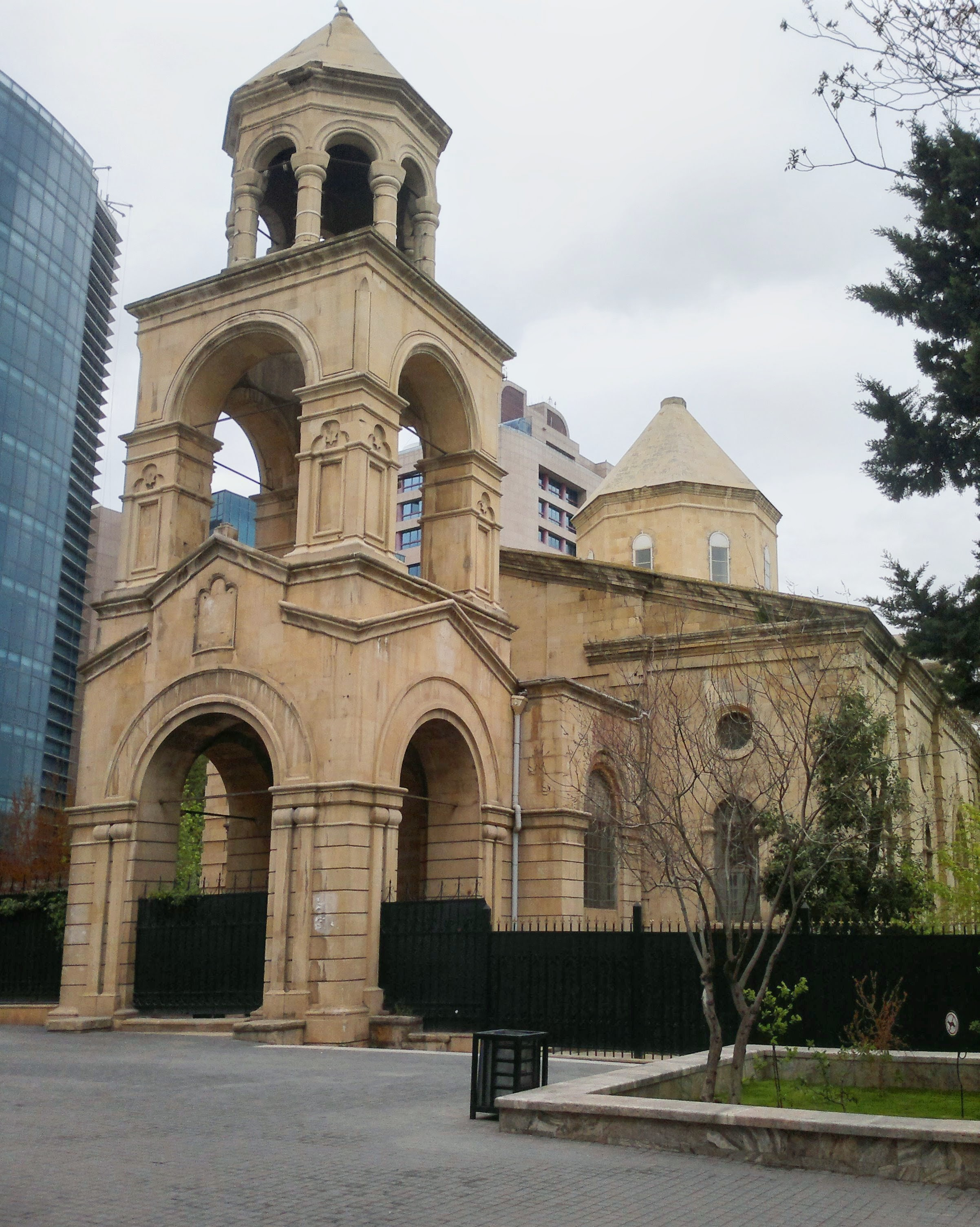